# Delphinidae
Los delfines (Delphinidae),  también delfines oceánicos para distinguirlos de los platanistoideos o delfines de río, son mamíferos de una familia de cetáceos odontocetos muy heterogénea, que comprende 37 especies actuales. Miden entre 2 y 3 metros de largo, con el cuerpo fusiforme y la cabeza de gran tamaño, el hocico alargado y solo un espiráculo en la parte superior de la cabeza (orificio respiratorio que muchos animales marinos tienen como contacto del aire o agua con su sistema respiratorio interno). 
Son carnívoros estrictos. Están entre las especies más inteligentes que habitan en el planeta. Se encuentran relativamente cerca de las costas y a menudo interactúan con el ser humano. Como otros cetáceos, los delfines utilizan los sonidos, la danza y el salto para comunicarse, orientarse y alcanzar sus presas; además utilizan la ecolocalización. Hoy en día, las principales amenazas a las que están expuestos son de naturaleza antrópica.

## Anatomía
Por convergencia evolutiva su anatomía tiene mucha semejanza con el género extinto de reptiles marinos denominado Ichthyosaurus. 
Las especies pertenecientes a la familia  Delphinidae poseen un cuerpo fusiforme, adaptado a la natación rápida. La aleta de la cola, llamada caudal, se utiliza para la propulsión, mientras que las aletas pectorales son usadas para el control direccional del nado. Los patrones básicos de coloración de la piel son tonos de gris, con mayor claridad en el vientre y rangos más oscuros en el lomo. A menudo se combina con líneas y manchas de diferente tinte y contraste.
Al igual que otros odontocetos, en la cabeza poseen el melón, un órgano esférico que utilizan para la ecolocalización.
En varias especies de la familia, las mandíbulas se alargan, formando un hocico delgado distintivo. Poseen dentición homodonta, con un número de piezas dentales que oscila de 20 a 50 en cada mandíbula. Respiran a través de un solo orificio en la parte superior de su cabeza, denominado espiráculo.
Su cerebro es grande, con la corteza cerebral bastante desarrollada en comparación con la media de los mamíferos.

## Comportamiento

### Inteligencia
Los delfines a menudo son considerados como uno de los animales más inteligentes del planeta. La comparación de inteligencia entre diferentes especies es complicada debido, entre otras cosas, a las diferencias en el aparato sensorial, a los modos de respuesta y a la naturaleza de la cognición. Sin embargo, el comportamiento de los delfines se ha estudiado extensamente, tanto en cautividad como en la naturaleza. Se sabe que los delfines oceánicos enseñan, aprenden, cooperan, planean y sufren. El neocórtex de muchas especies alberga neuronas fusiformes alargadas que, antes de 2007, solo se conocían en homínidos. En los humanos, estas células están involucradas en la conducta social, las emociones, el juicio y la teoría de la mente. Las neuronas en huso de los cetáceos se encuentran en áreas del cerebro que son homólogas a donde se encuentran en los humanos, lo que sugiere que realizan una función similar.

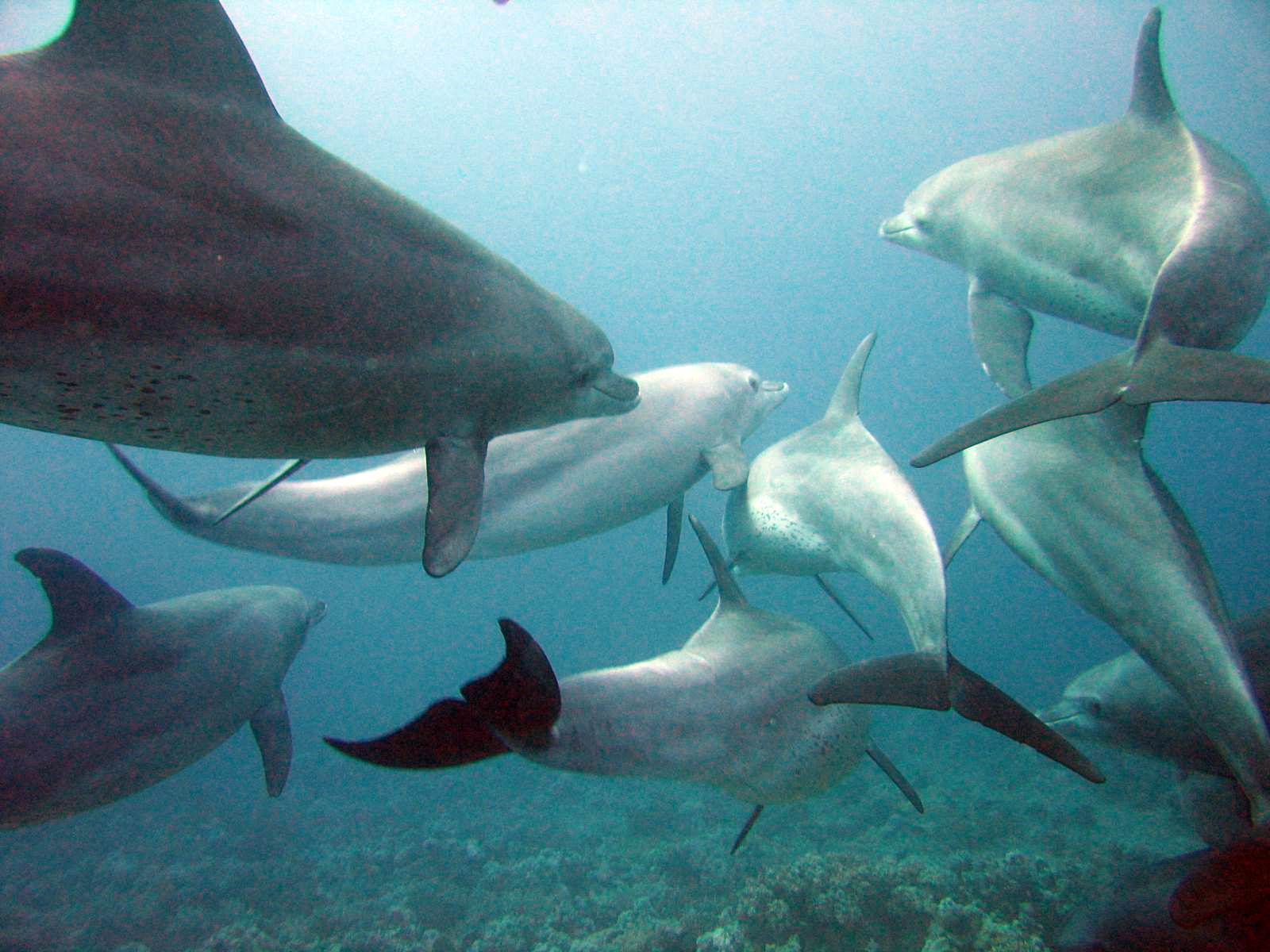
Manada de delfines indopacíficos en el Mar Rojo.

### Conducta social
Los delfines son animales sociales que viven en grupos familiares. En lugares con una gran abundancia de alimentos, estos grupos pueden exceder los 1000 individuos. Los delfines pueden establecer fuertes lazos sociales, donde incluso algunos individuos heridos o enfermos son cuidados por otros, incluso ayudando a respirar al llevarlos a la superficie si fuese necesario. Al menos en la especie Tursiops truncatus, se ha demostrado que cada delfín posee un nombre propio o silbido característico, que sirve para llamarlo a la manada.
Los delfines muestran desarrollo de cultura, algo que por mucho tiempo se creyó que era único del ser humano (y posiblemente de otras especies de primates). En mayo de 2005, se descubrieron en Australia delfines del Indo-Pacífico que enseñaban a sus crías a usar las herramientas, cubriendo sus hocicos con esponjas para protegerlos mientras se alimentan. Este conocimiento es traspasado por las madres a sus hijas, a diferencia de los primates, donde el conocimiento es generalmente transmitido a ambos sexos.
Los delfines también pueden participar en actos de agresión hacia otros delfines. Un delfín macho adulto es muy probable que presente en su cuerpo varias cicatrices producto de mordeduras. Los delfines machos participan en esos actos de agresión, debido a los conflictos entre compañeros y la competencia por las hembras.

### Reproducción
El apareamiento de los delfines sucede frente a frente. El acto real suele ser breve, pero se puede repetir varias veces en un corto lapso. Algunos utilizan una técnica muy galante en la cual los machos «entonan» versos de amor con el fin de conquistar a la hembra.
El período de gestación varía según las especies. El pequeño tucuxi tiene una gestación de 11 a 12 meses, mientras que para la orca el período de gestación es de alrededor de 17 meses. Solo tienen una cría. Por lo general, la actividad sexual comienza a una edad temprana, incluso antes de alcanzar la madurez sexual, muchos estudios afirman que estos animales son de los pocos que copulan por placer y no solo por un instinto reproductivo.  La edad de la madurez sexual varía según la especie y género.

### Alimentación
Existen varios métodos de alimentación entre y dentro de las especies pertenecientes a la familia Delphinidae. Durante los primeros meses de vida se alimenta de leche materna por ser un mamífero. Posteriormente se nutre de peces y calamares como su alimento principal, pero la falsa orca y la orca también se alimentan de otros mamíferos marinos. Los delfínidos utilizan muy diversas tácticas de caza: muchas veces cazan usando su velocidad, pero también usan la ecolocalización para buscar presas enterradas en la arena. Los delfines que cazan peces agrupados en bancos forman manadas y los acorralan para que se separen del resto del grupo. Otros delfines acorralan a sus presas en la orilla de una playa y luego aprovechan las olas para capturarlas, aunque esta es una táctica arriesgada. Orcas y falsas orcas tienen muchas otras tácticas de caza, debido a la amplia gama de presas que consumen. Aparte de las tácticas ya mencionadas, también acechan a sus presas o golpean bancos de hielo para desequilibrarlas.

### Vocalizaciones
Los delfines son capaces de realizar una amplia gama de sonidos utilizando sacos aéreos nasales situados justo debajo del espiráculo. Existen tres categorías de sonidos:
- Silbidos de frecuencia modulada.
- Ráfagas de impulsos sonidos.
- Clics (utilizados para la Ecolocalización).

A esta habilidad se llama ecolocalización. Las fuerzas militares de algunos países usan a los delfines y esta habilidad para ayudarles a encontrar objetivos submarinos. Algunos científicos han especulado que los delfines también usan sonidos para enviar
choques acústicos para matar a presas pequeñas.

### Ecolocalización
La ecolocalización supone la emisión por parte de los delfines de una amplia gama de sonidos en forma de breves ráfagas de impulsos sonoros llamados clics y la obtención de información sobre el entorno mediante el análisis de los ecos que reciben de regreso. Esta capacidad de utilizar una completa gama de emisiones sonoras tanto de alta como de baja frecuencia, combinada con una audición direccional muy sensible, facilita una ecolocalización extremadamente precisa y otorga a estos animales un sistema sensorial único en el mar.

## Taxonomía
Familia Delphinidae
| Género              | Especie (binominal)          | Nombre vernáculo                                  |
| Australodelphis †   | Australodelphis mirus †      | (Delfín del Plioceno de la Antártida)             |

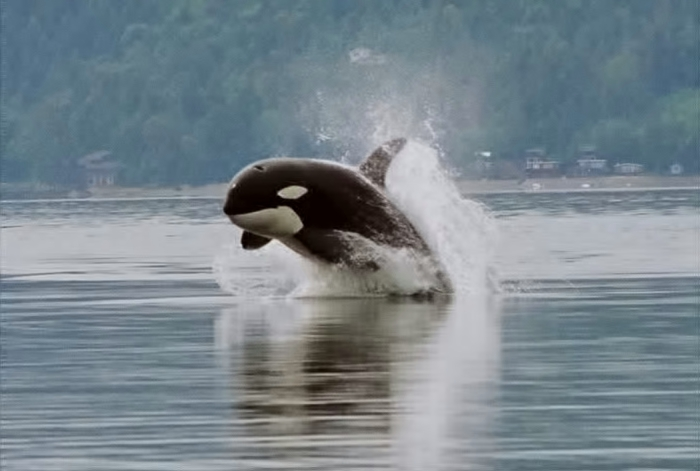
La orca (Orcinus orca) técnicamente es un delfín ya que integra esta familia.

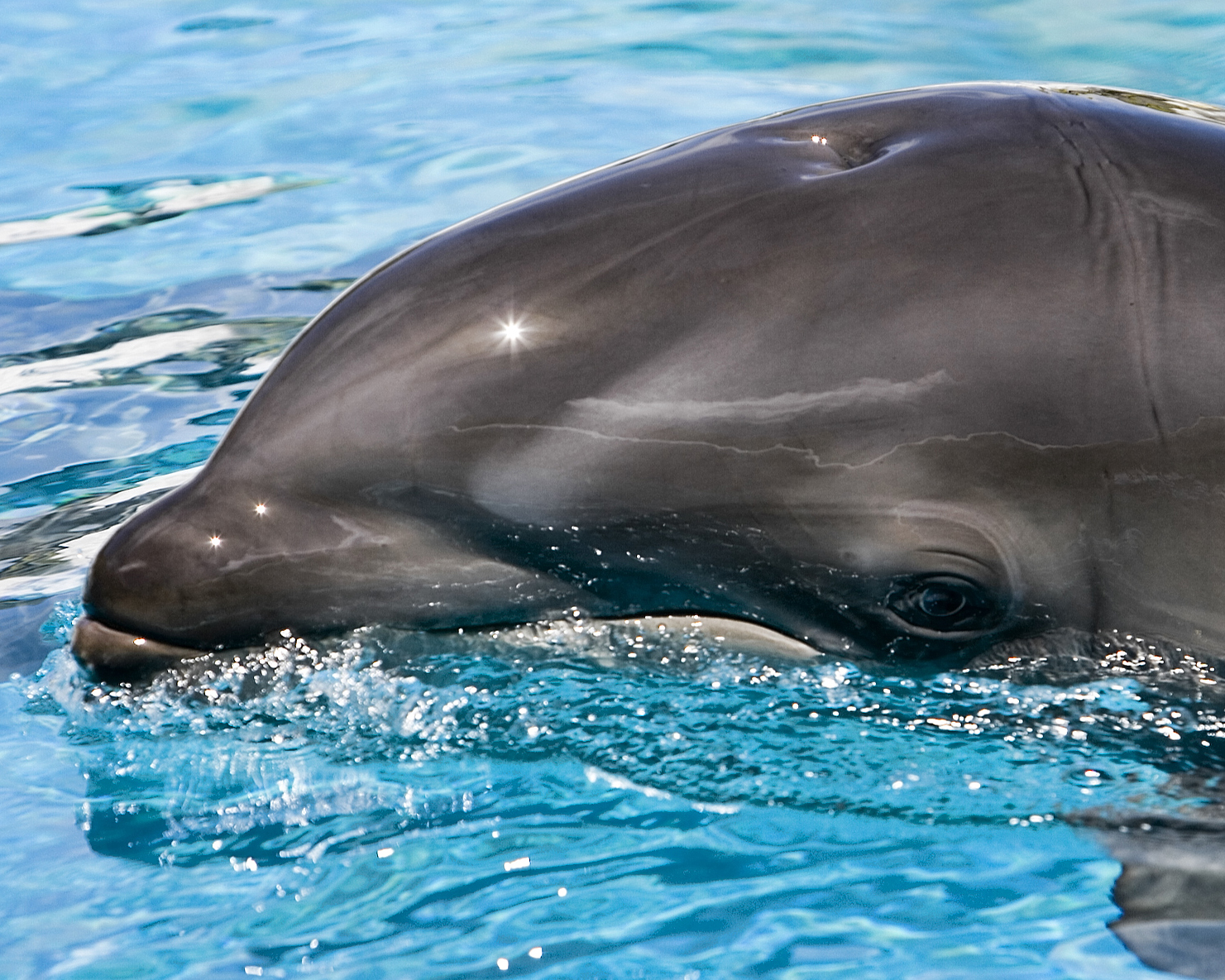
Los llamados balfines son el resultado de la hibridación entre diferentes especies de delfines.

| Cephalorhynchus     | Cephalorhynchus commersonii  | Tonina overa                                      |
| Cephalorhynchus     | Cephalorhynchus eutropia     | Tonina chilena                                    |
| Cephalorhynchus     | Cephalorhynchus heavisidii   | Delfín de Heaviside                               |
| Cephalorhynchus     | Cephalorhynchus hectori      | Delfín de Héctor                                  |
| Delphinus           | Delphinus capensis           | Delfín común costero                              |
| Delphinus           | Delphinus delphis            | Delfín común oceánico                             |
| Eodelphinus †       | Eodelphinus kabatensis †     | (Delfín del Mioceno superior de Japón)            |
| Feresa              | Feresa attenuata             | Orca pigmea                                       |
| Globicephala        | Globicephala macrorhynchus   | Calderón de aleta corta                           |
| Globicephala        | Globicephala melas           | Calderón común                                    |
| Grampus             | Grampus griseus              | Delfín de Risso                                   |
| Lagenodelphis       | Lagenodelphis hosei          | Delfín de Fraser                                  |
| Lagenorhynchus      | Lagenorhynchus acutus        | Delfín del Atlántico                              |
| Lagenorhynchus      | Lagenorhynchus albirostris   | Delfín de hocico blanco                           |
| Lagenorhynchus      | Lagenorhynchus australis     | Delfín austral o antártico                        |
| Lagenorhynchus      | Lagenorhynchus cruciger      | Delfín cruzado                                    |
| Lagenorhynchus      | Lagenorhynchus obliquidens   | Delfín del Pacífico de lados blancos              |
| Lagenorhynchus      | Lagenorhynchus obscurus      | Delfín oscuro o de Fitzroy                        |
| Lissodelphis        | Lissodelphis borealis        | Delfín septentrional sin aleta                    |
| Lissodelphis        | Lissodelphis peronii         | Delfín meridional sin aleta                       |
| Orcaella            | Orcaella brevirostris        | Delfín beluga del río Irrawaddy                   |
| Orcaella            | Orcaella heinsohni           | Delfín beluga de Heinsohn                         |
| Orcinus             | Orcinus orca                 | Orca común                                        |
| Peponocephala       | Peponocephala electra        | Delfín de cabeza de melón                         |
| Platalearostrum †   | Platalearostrum hoekmani †   | (Calderón del Plio-Pleistoceno del mar del Norte) |
| Protoglobicephala † | Protoglobicephala mexicana † | (Delfín del Plioceno del golfo de California)     |
| Pseudorca           | Pseudorca crassidens         | Falsa orca                                        |
| Sotalia             | Sotalia fluviatilis          | Tucuxi                                            |
| Sotalia             | Sotalia guianensis           | Delfín costero                                    |
| Sousa               | Sousa chinensis              | Delfín rosado de Hong Kong                        |
| Sousa               | Sousa teuszii                | Delfín giboso atlántico                           |
| Stenella            | Stenella attenuata           | Delfín ensillado o manchado tropical              |
| Stenella            | Stenella clymene             | Delfín acróbata de hocico corto                   |
| Stenella            | Stenella coeruleoalba        | Delfín listado                                    |
| Stenella            | Stenella frontalis           | Delfín manchado del Atlántico                     |
| Stenella            | Stenella longirostris        | Delfín acróbata de hocico largo                   |
| Steno               | Steno bredanensis            | Delfín de hocico estrecho                         |
| Tursiops            | Tursiops aduncus             | Delfín del Indo-Pacífico                          |
| Tursiops            | Tursiops australis           | Delfín burrunan                                   |
| Tursiops            | Tursiops truncatus           | Delfín nariz de botella o mular                   |

Varias especies de delfines
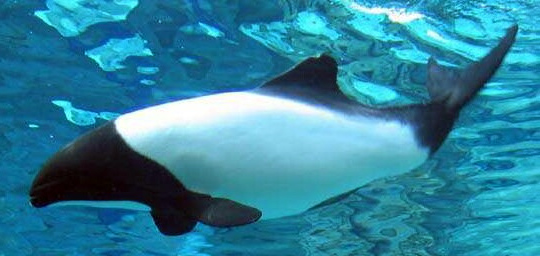
Cephalorhynchus commersonii
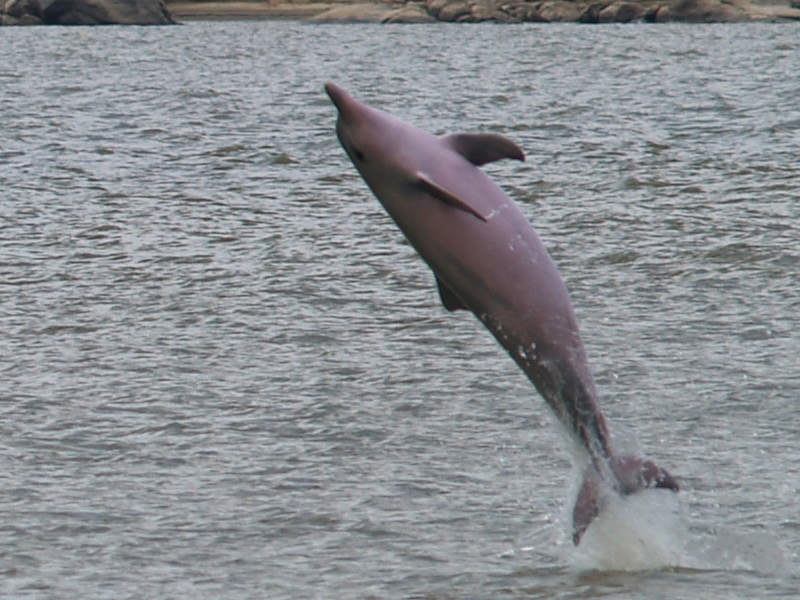
Sotalia fluviatilis
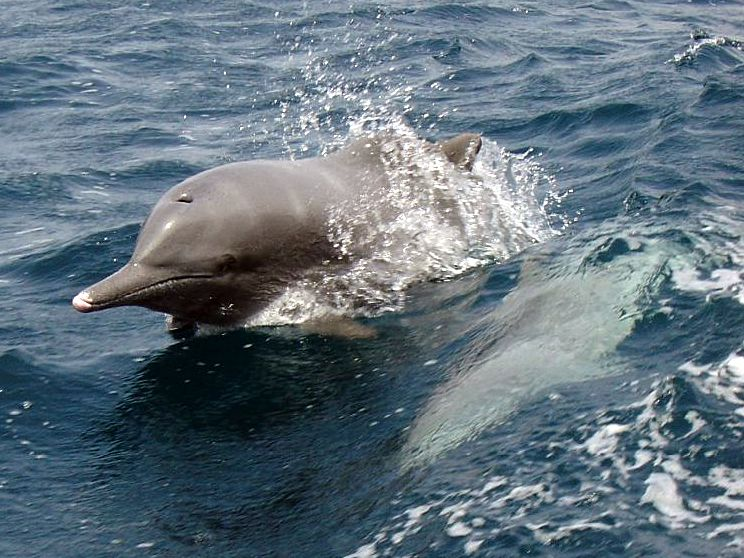
Sousa plumbea
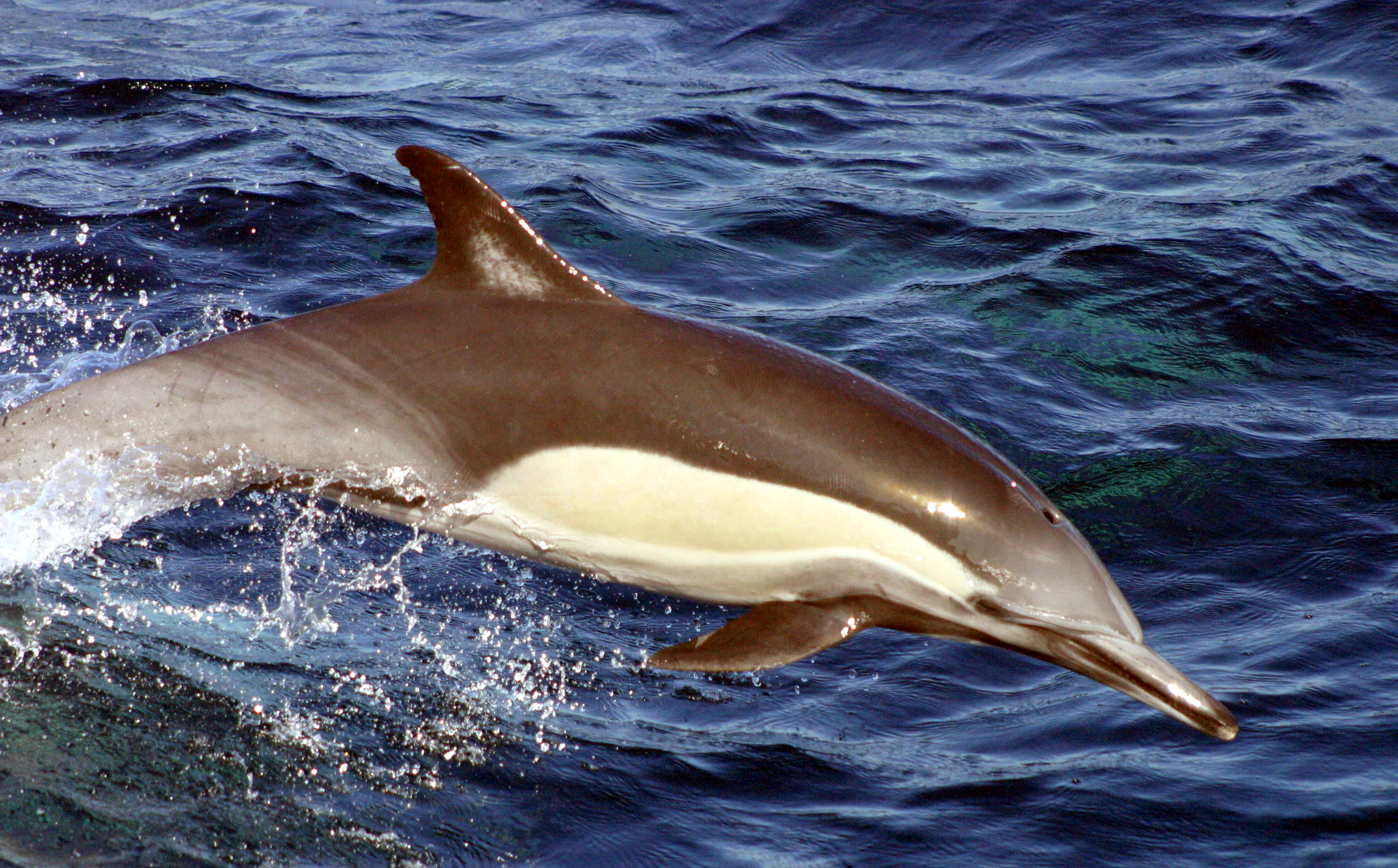
Delphinus capensis
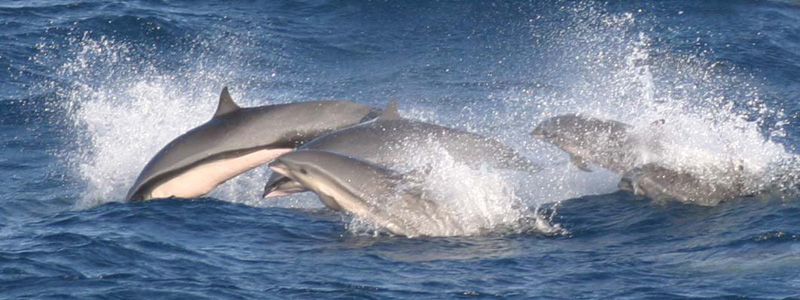
Lagenodelphis hosei
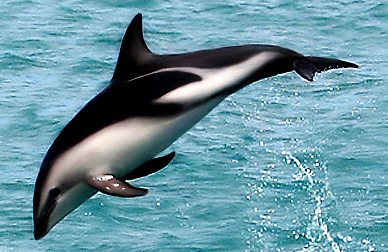
Lagenorhynchus obscurus
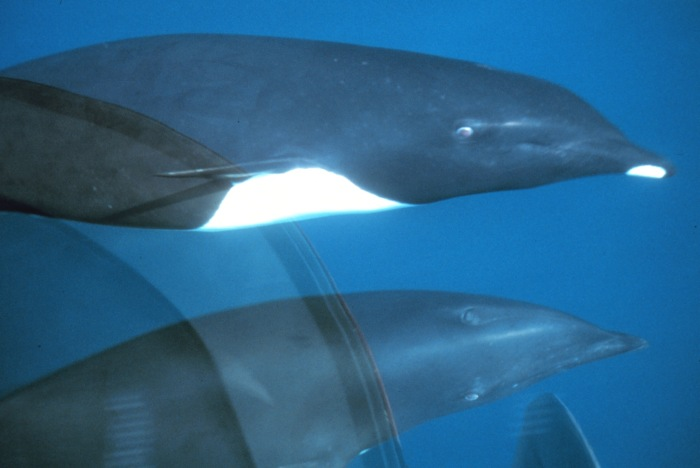
Lissodelphis borealis
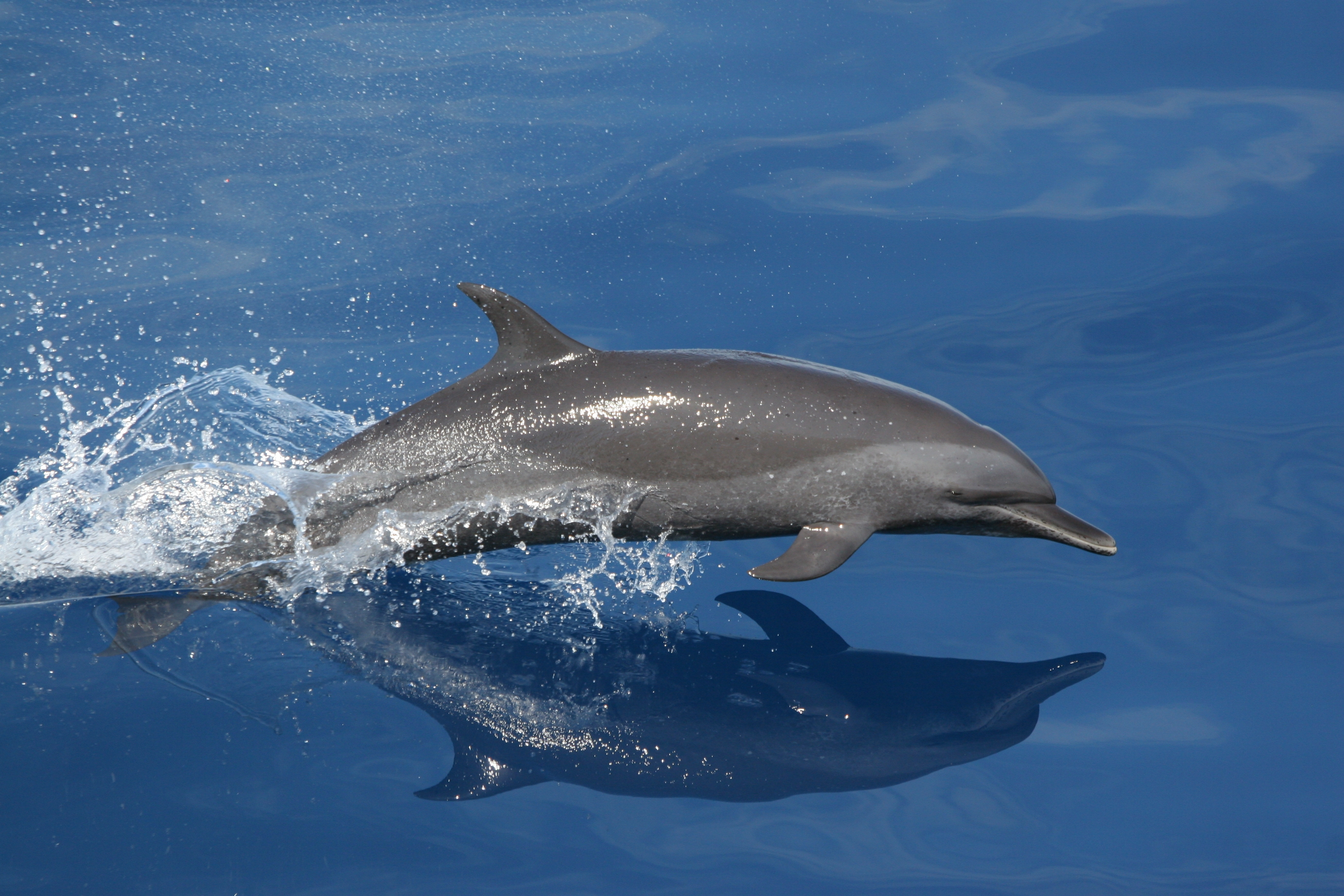
Stenella attenuata
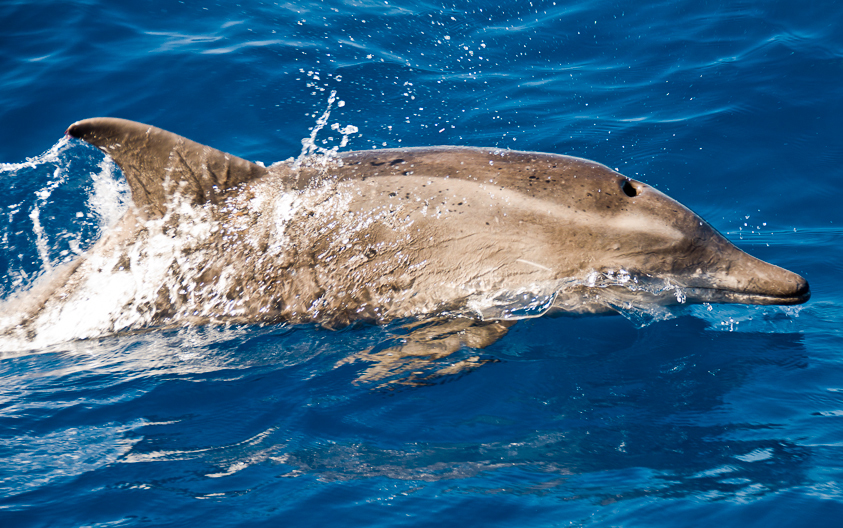
Steno bredanensis
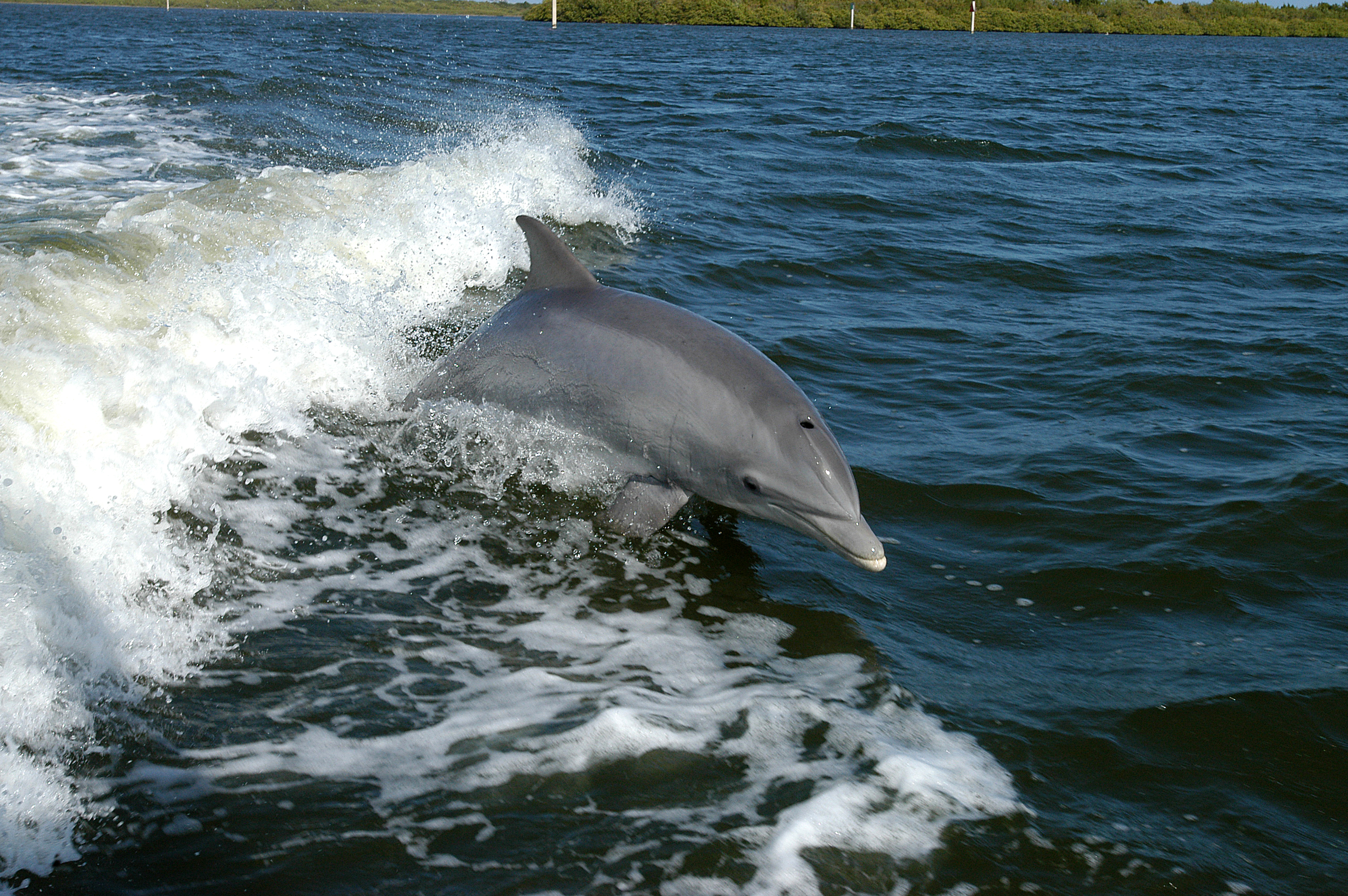
Tursiops truncatus
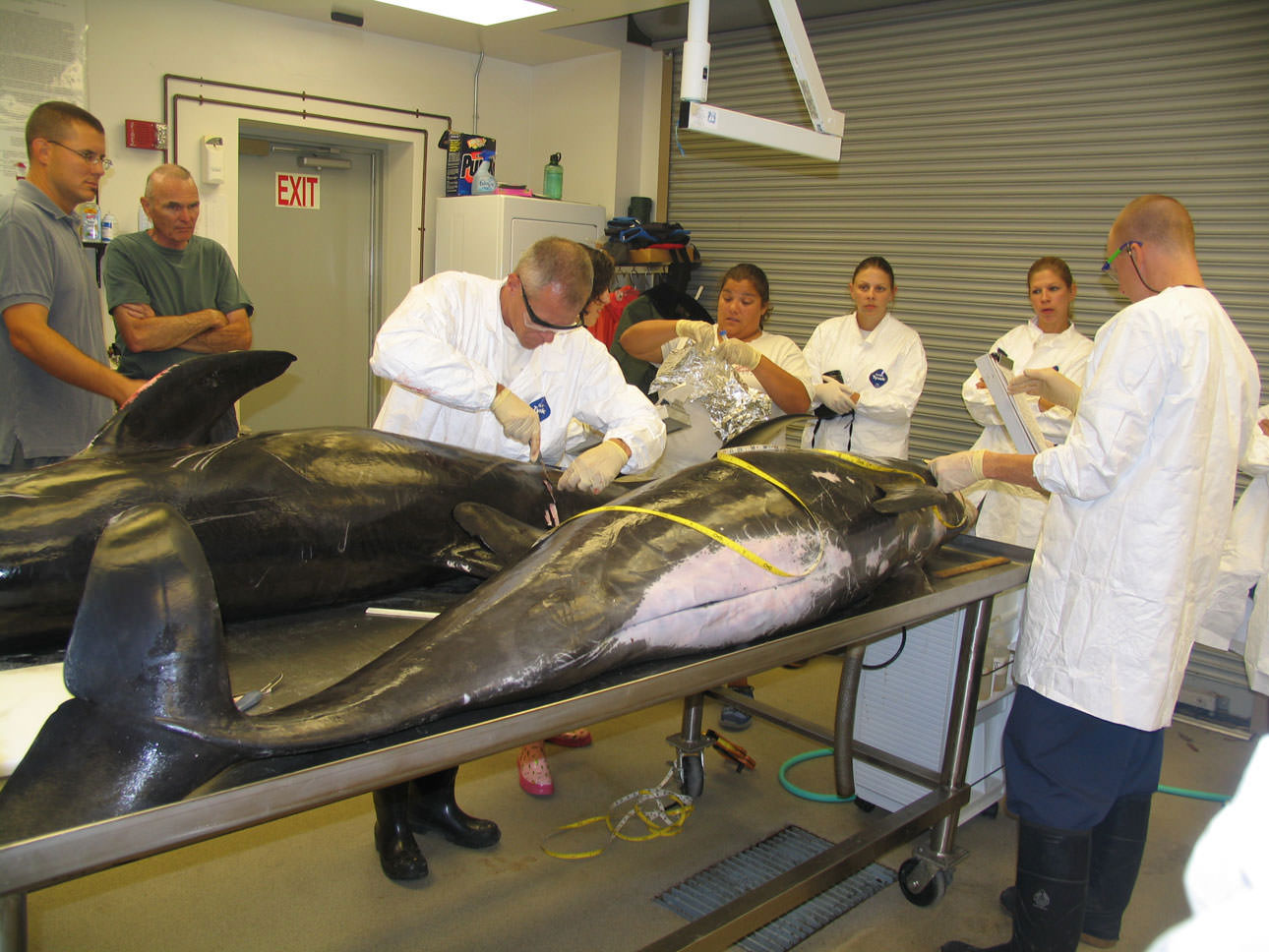
Feresa attenuata
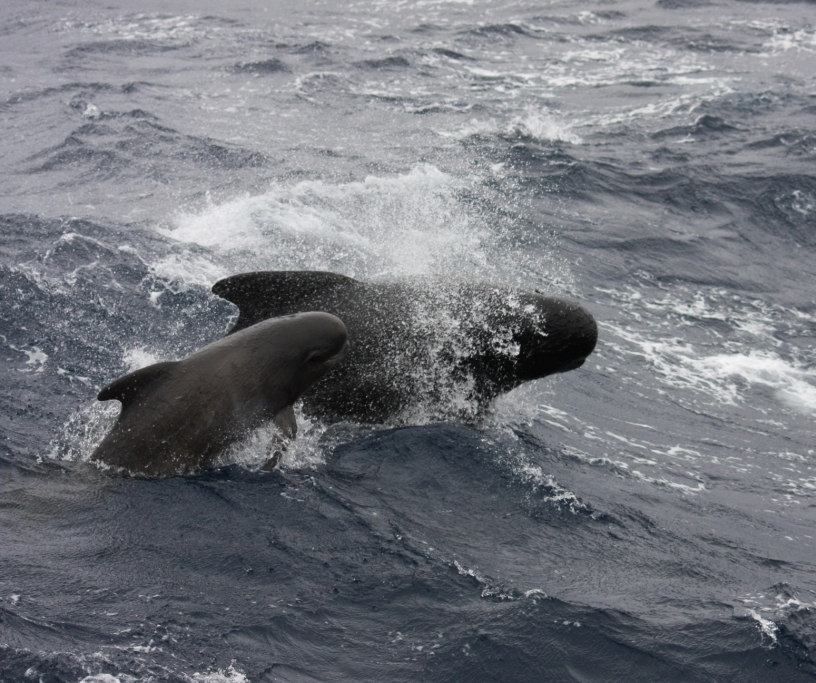
Globicephala melas
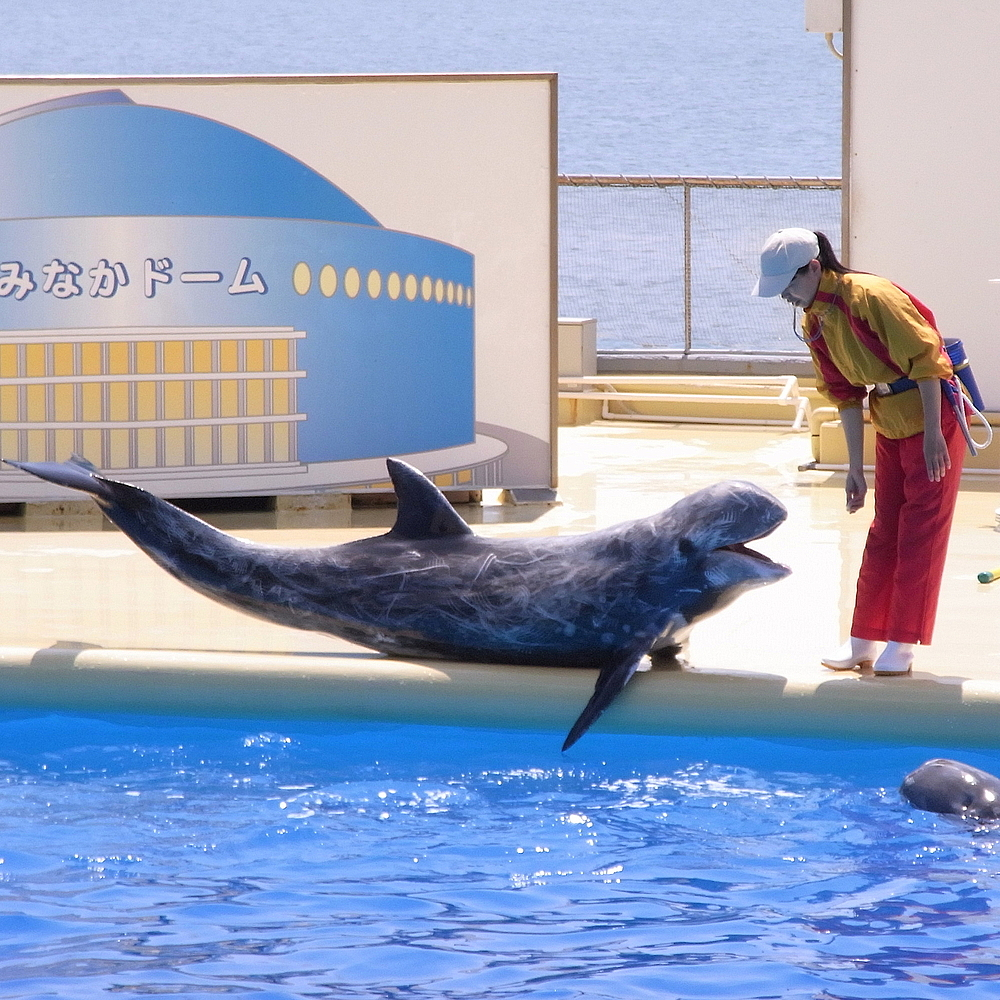
Grampus griseus
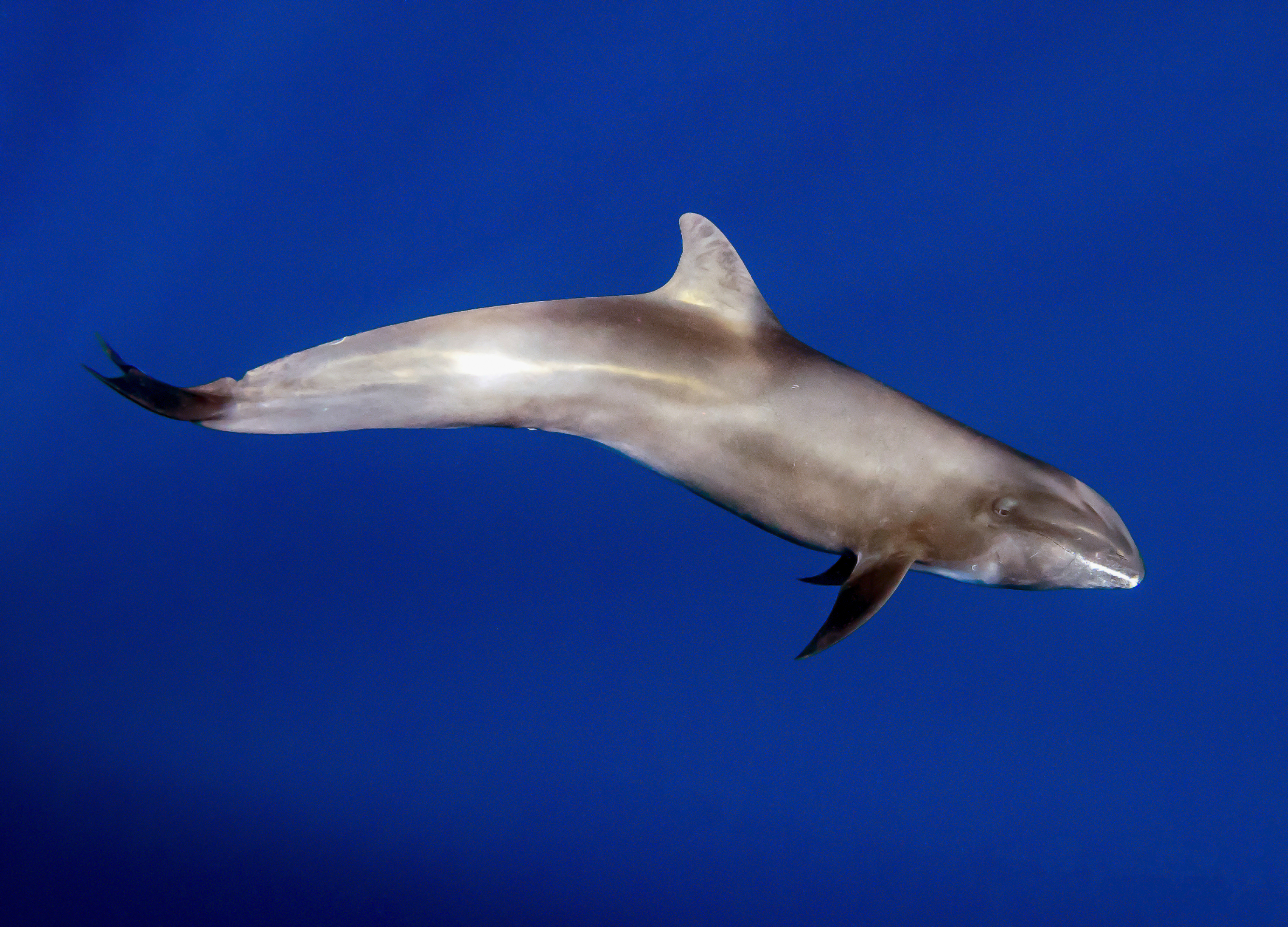
Peponocephala electra
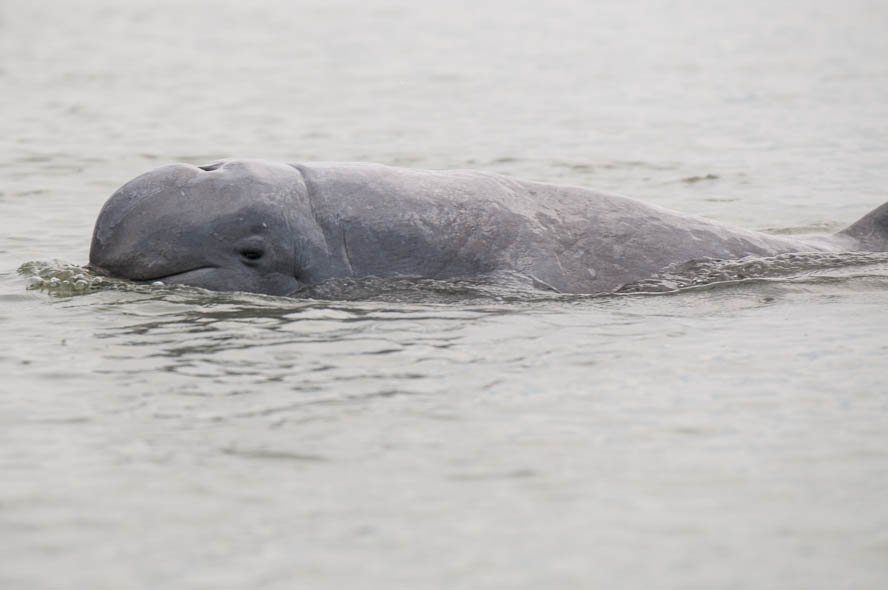
Orcaella brevirostris
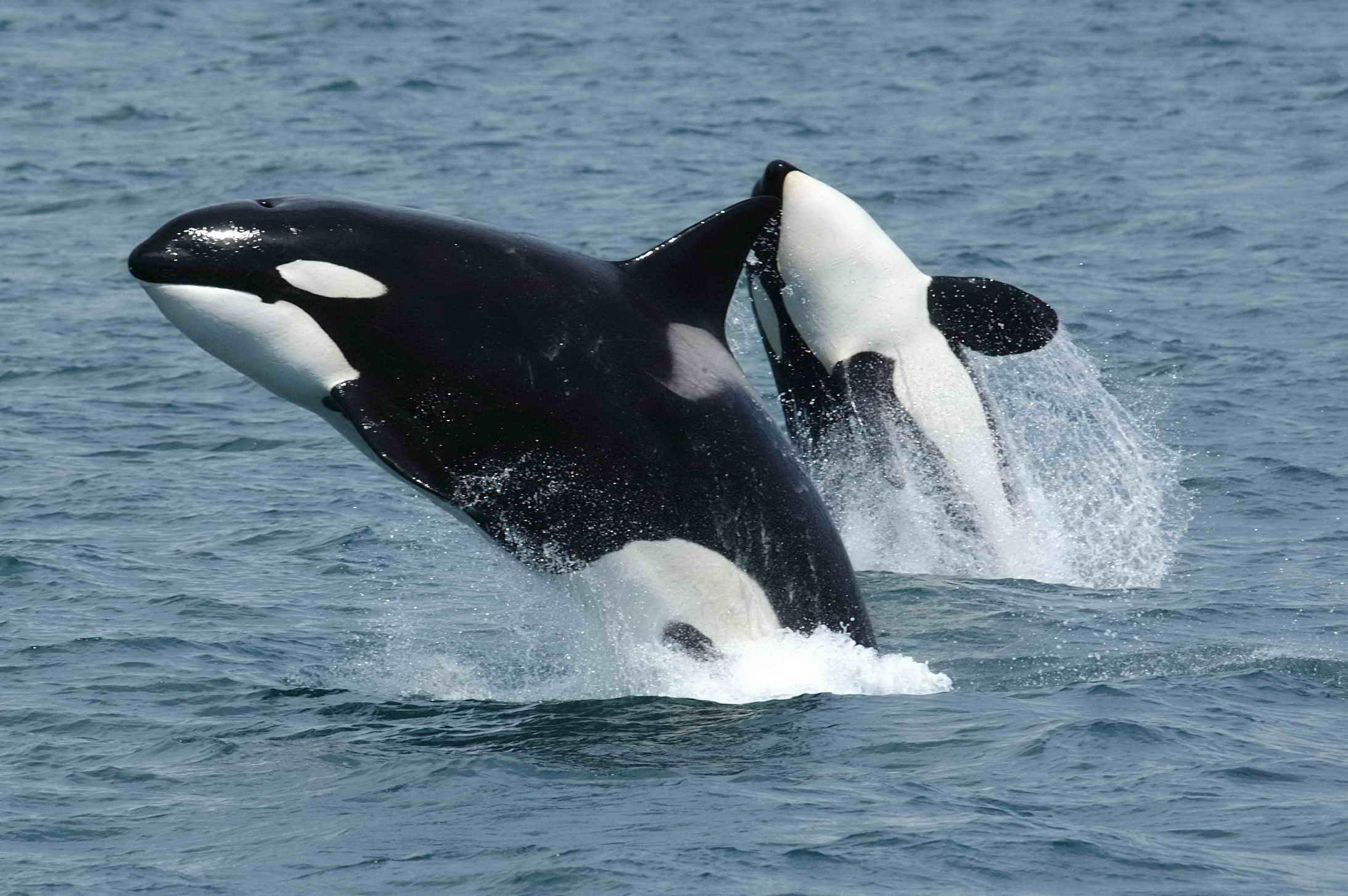
Orcinus orca
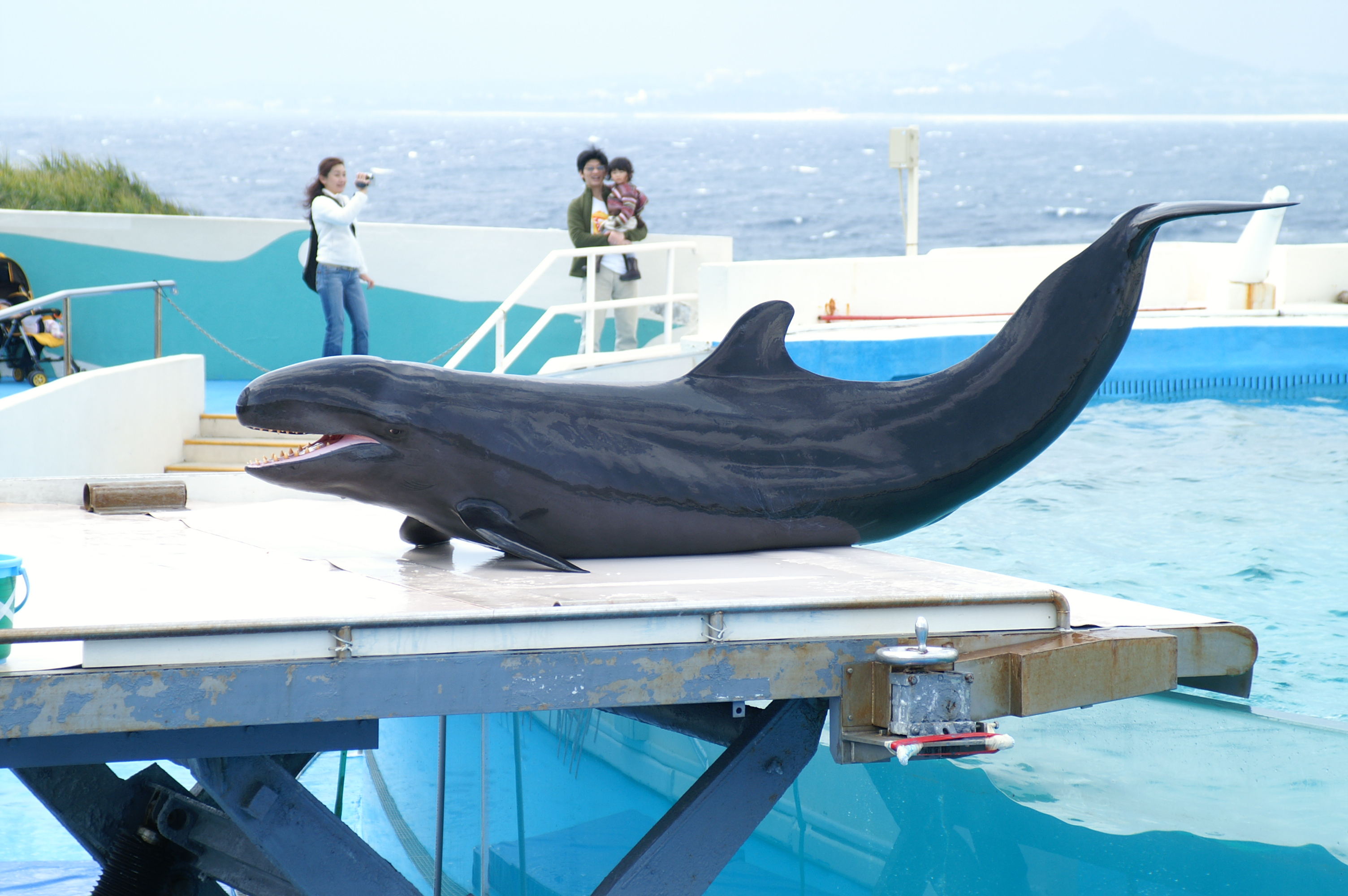
Pseudorca crassidens

### Hibridación
Se le llama hibridación al apareamiento entre un macho y una hembra de dos especies diferentes, pertenecientes al mismo género o al menos, a la misma familia.
En el caso de la familia Delphinidae se dan los llamados balfines. Existen pocos registros en ambiente controlado, no existiendo en la vida libre. Los registros se refieren al cruce de una hembra de delfín mular y un macho falsa orca, obtenidos en un parque acuático de las islas Hawái.

## Evolución

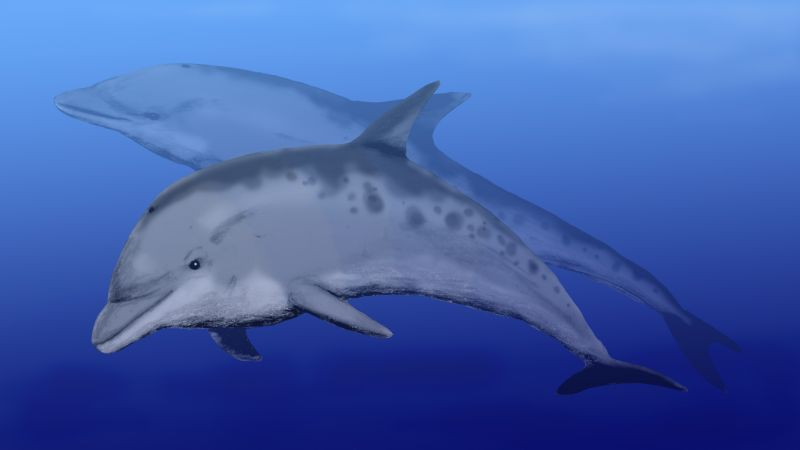
Kentriodon es uno de los delfines más antiguos.

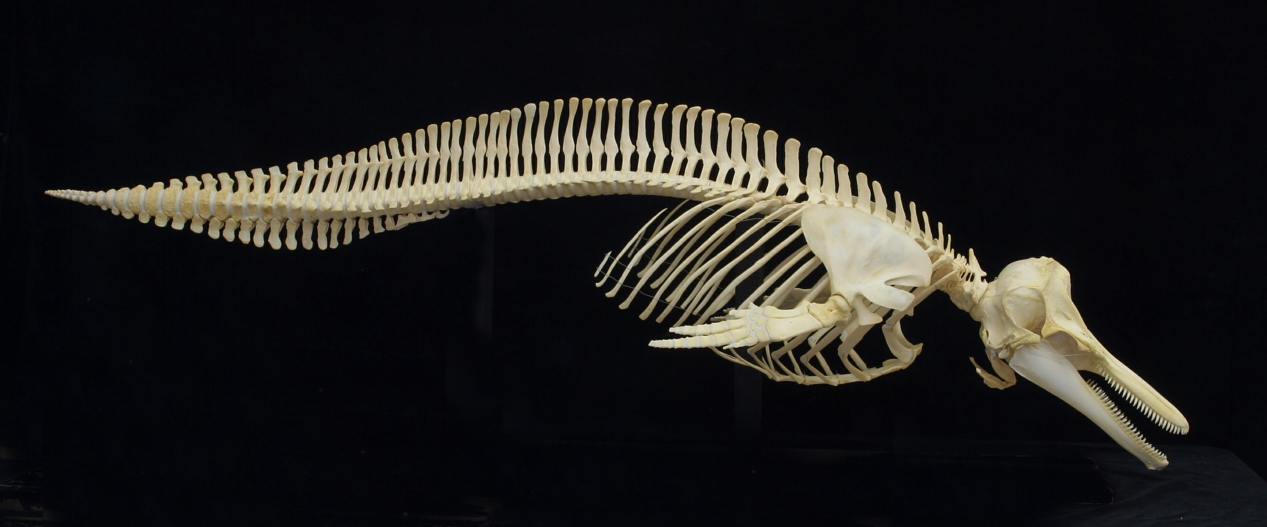
Esqueleto articulado del delfín del Pacífico de lados blancos.

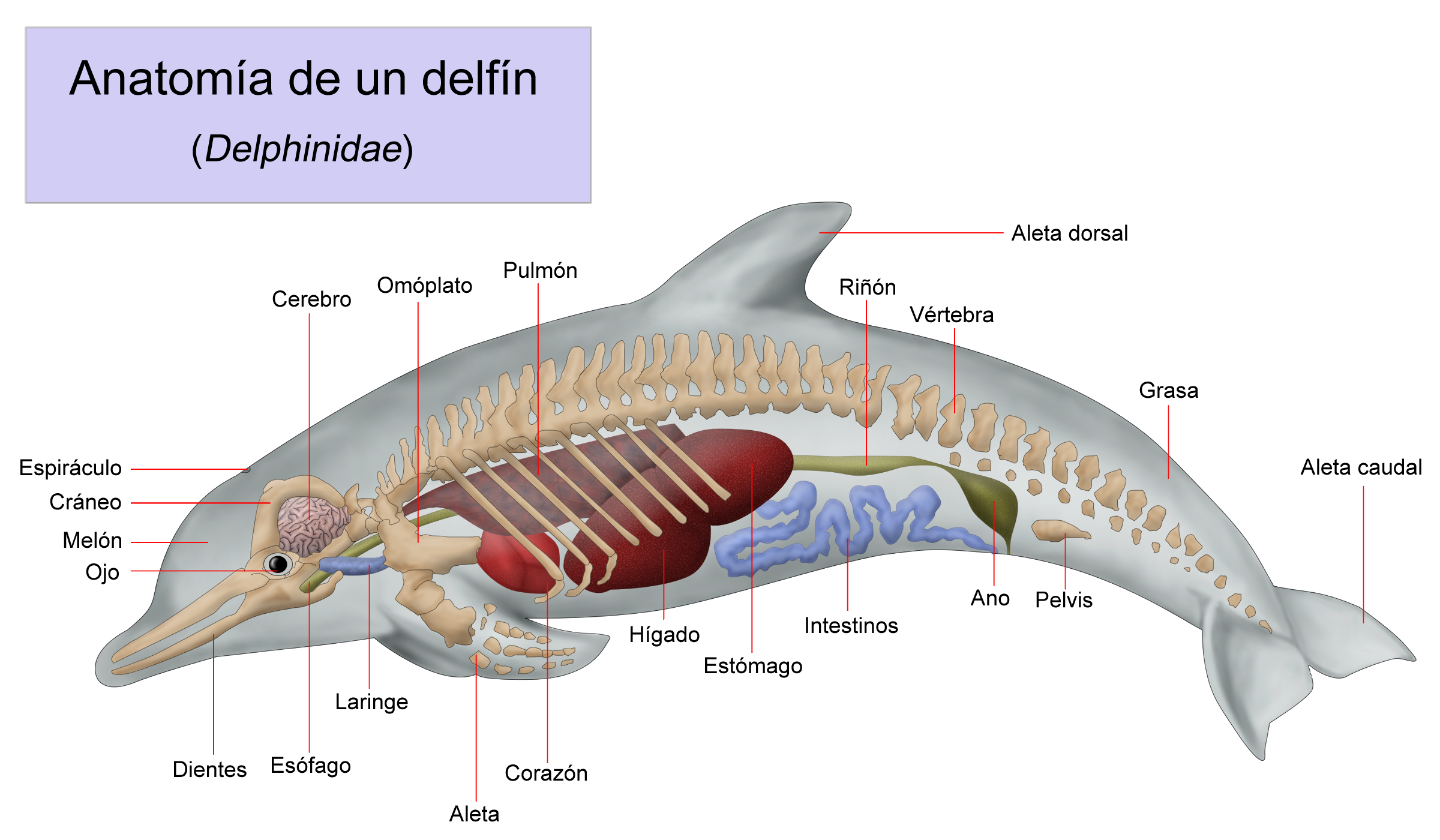
Anatomía de un delfín tipo.

Durante mucho tiempo se pensó que los delfines, junto con el resto de los cetáceos, eran descendientes de los mesoniquios, un orden extinto de ungulados parecidos a los lobos. Sin embargo, los estudios genéticos han demostrado que en realidad los cetáceos (incluidos los delfines) están más emparentados con los artiodáctilos, de los cuales se separaron hace unos sesenta millones de años; los artiodáctilos más cercanos serían los hipopótamos. Se calcula que durante el Eoceno (alrededor de cincuenta millones años atrás), los ancestros de los cetáceos se refugiaban en el agua, de modo similar a los modernos tragúlidos.
Evidencias fósiles demuestran que los odontocetos aparecieron en el Mioceno. Los primeros delfines conocidos pertenecen a la familia Kentriodontidae. Estos delfines primitivos ya poseían un desarrollado sentido de la ecolocalización y el órgano del melón. Los esqueletos de los delfines modernos presentan dos pequeños huesos en la zona sacra de la columna vertebral, que corresponde a vestigios de la pelvis.

## Amenazas

### Amenazas naturales
Exceptuando a los seres humanos en general, los delfines tienen pocos enemigos naturales. Las especies más grandes de delfines no poseen depredadores. Para las especies más pequeñas, únicamente la orca (Orcinus orca), y algunas pocas especies de tiburones como el tiburón toro, tiburón tigre o el gran tiburón blanco  son un riesgo potencial, especialmente para las crías.

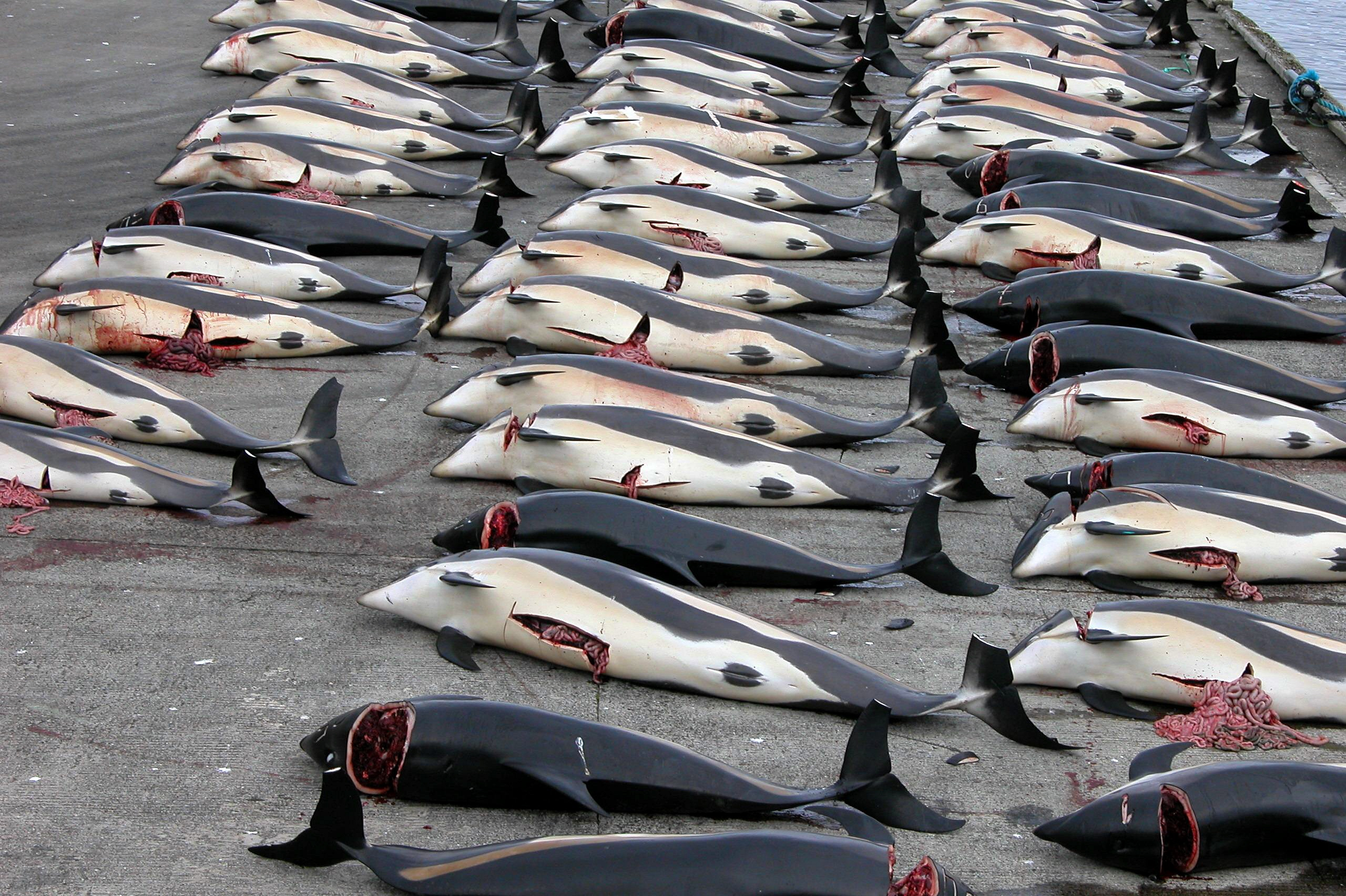
Delfines de flancos blancos muertos en las Islas Feroe producto de la caza.

### Amenazas humanas
La contaminación ambiental de los océanos, mares y ríos es una preocupación. Pesticidas, metales pesados, plásticos y otros contaminantes industriales y agrícolas que no se desintegran rápidamente en el medio, pueden causar la reducción de poblaciones de delfines, y causar la acumulación de tejido de altos niveles de contaminantes. También son comunes las lesiones o muertes causadas por las colisiones con embarcaciones, especialmente de sus hélices. Diversos métodos de pesca con red causan la muerte a los delfines que queden atrapados, sobre todo en la pesca de cerco del atún.
Por otro lado, en algunas partes del mundo los delfines forman parte de la dieta tradicional, como en Taiji (en Japón) o las Islas Feroe.

## Relación con el ser humano
Los delfines siempre han tenido una estrecha relación con el hombre. Aparte de las amenazas que sufren los delfines por parte del hombre, son usados en espectáculos y en el ejército. Además, los delfines han originado varias leyendas en numerosas culturas.

### Los delfines en las leyendas y la mitología

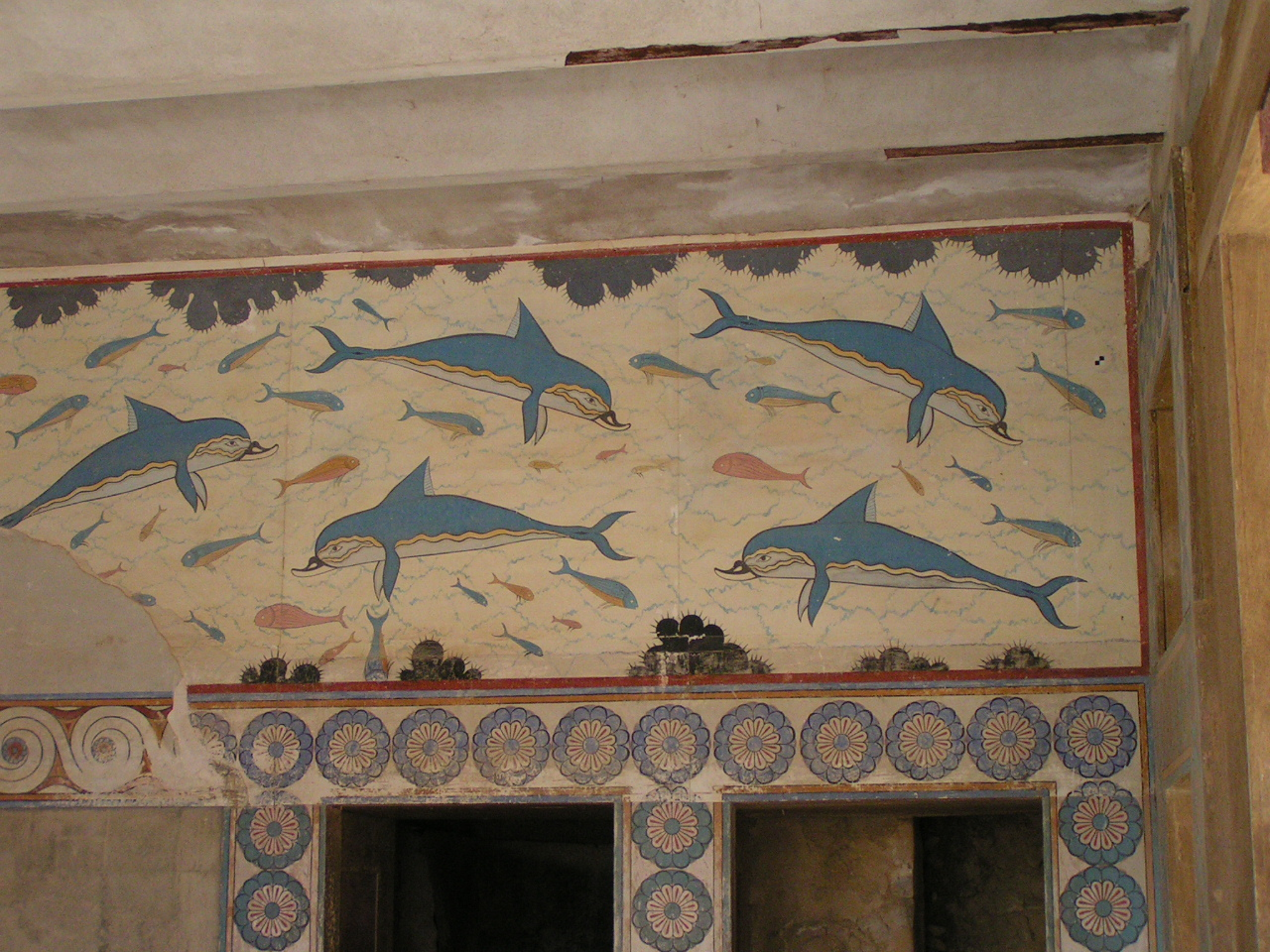
Fresco del palacio de la reina en el que se representan delfines listados. Cnosos.

Las apariciones de los delfines en la mitología y las leyendas son numerosas, y atestiguan de la relación entre el hombre y los delfines desde la antigüedad.
La mitología griega cuenta que estos mamíferos marinos antes que delfines fueron hombres, concretamente unos piratas que intentaron vender al dios Dioniso como esclavo y, este como castigo los convirtió en dichos cetáceos, y en la misma civilización el dios Poseidón que ejerció dominio sobre el agua y el mar, siempre era representado con su característico tridente y rodeado de delfines. Según otra leyenda, Poseidón convenció a Anfítrite de casarse con él enviándole un delfín. Otros personajes de la mitología clásica vinculados con la figura del delfín son Arión, Énalo, Falanto o Icadio. Delfos (y Delfo) o Delfina también hacen referencia etimológica al delfín. 
En la mitología chilota de Chile, se cuenta que existe un ser mitológico conocido como Cahuelche, el cual originalmente fue un ser humano que mágicamente fue convertido en una criatura marina de apariencia muy similar o idéntica a la especie de delfín llamado tonina. Sin embargo, el Cahuelche sería mucho más inteligente que los animales de esta especie y el sonido que emitiría sería distinto al de estos delfines; y tendría un significado que es mágicamente comprensible para los seres humanos.

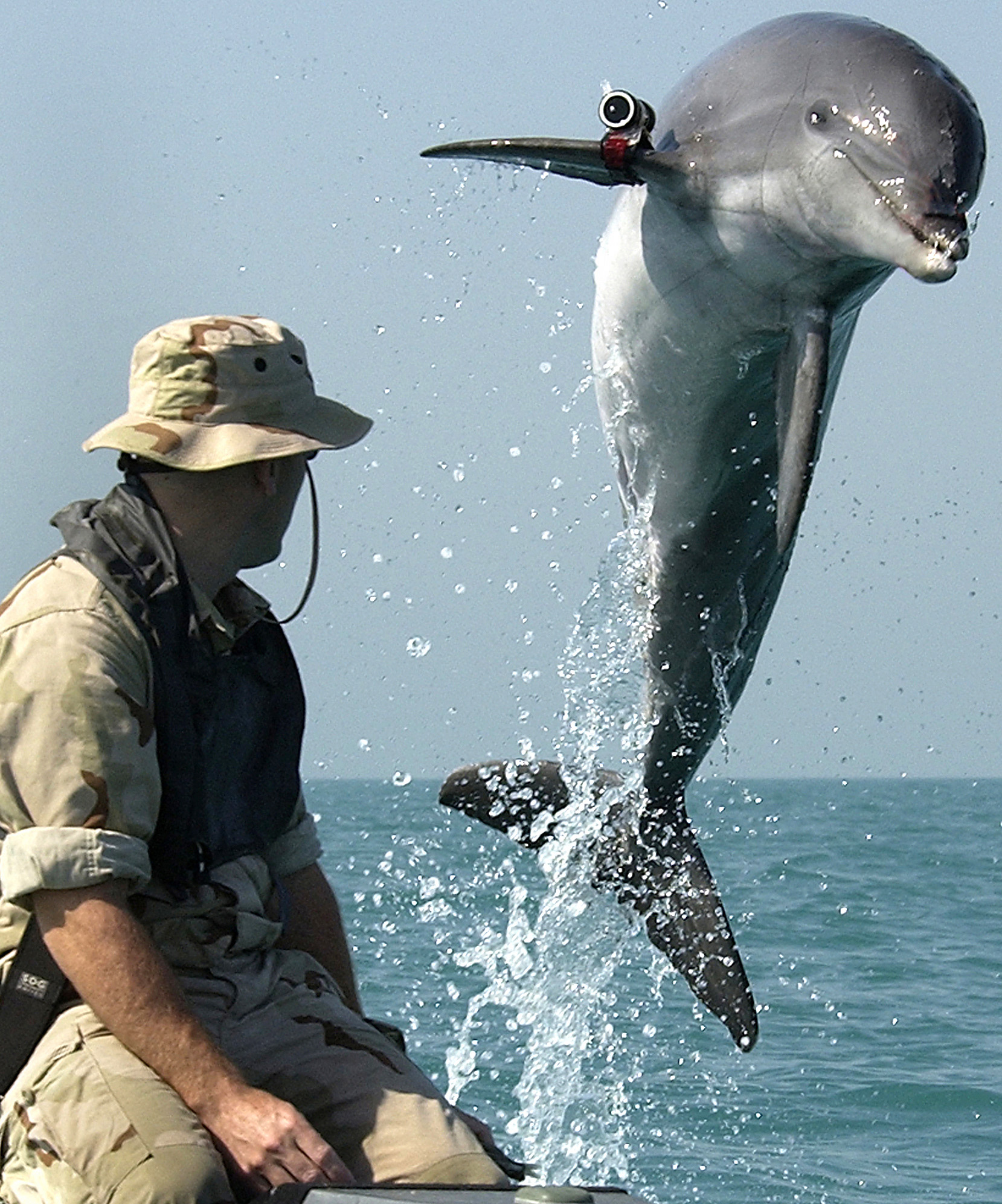
Delfín mular con un localizador, del programa de mamíferos marinos de la Armada de los Estados Unidos.

### Los delfines como espectáculo
Actualmente, muchos delfines (sobre todo, delfines mulares y orcas) son entrenados para participar en exhibiciones didácticas en zoológicos y parques acuáticos. Aprovechando su inteligencia y sus habilidades, estos delfines son entrenados para que realicen comportamientos de acuerdo a señas por parte de sus cuidadores durante entrenamientos intensivos, siempre reforzados con un estímulo positivo, como el juego o la comida. Entre los ejercicios que realiza un delfín entrenado se incluyen saltos, piruetas en el aire, movimientos en plataformas en tierra y movimientos con la cola moviéndose hacia atrás. Muchas de estas actividades son los mismos comportamientos que los animales realizan en vida salvaje.

### Los delfines en el ejército
La inteligencia de los delfines también es aprovechada por el ejército con los llamados delfines militares. En Estados Unidos existe un programa de la marina de mamíferos marinos (NMMP, por sus siglas en inglés) en el que se entrenan para detectar minas, proteger las instalaciones del ejército, y atacar a las fuerzas enemigas. Este programa existe desde los años 60, y en él se entrenan, entre otros mamíferos, orcas, falsas orcas, delfines mulares, comunes, de hocico estrecho y de Risso y calderones.

### Pesca cooperativa
Referencias a la pesca cooperativa entre humanos y delfines pueden encontrarse en estudios del filósofo romano naturalista Plinio el Viejo. Hoy en día, puede observarse una asociación semejante en la ciudad de Laguna, en el estado de Santa Catarina, Brasil. Allí los pescadores forman una hilera de hombres y/o canoas paralela a la costa, esperando que aparezcan los delfines. La pesca solo comienza cuando uno o más delfines nariz de botella (Tursiops truncatus) persiguen a los peces hacia los hombres. En un momento preciso, los delfines dan una señal para que los pescadores arrojen sus redes. Esta señal se observa únicamente durante la pesca cooperativa e implica la fugaz aparición del delfín sobre la superficie del agua por alrededor de 1,4 segundos, acompañada de una breve exhalación del aire. Ambos, delfines y hombres, salen beneficiados de esta cooperación.

### Terapia con delfines
La terapia asistida con delfines se refiere a la controvertida práctica de la medicina alternativa de nadar con delfines. Esta forma de terapia ha sido fuertemente criticada por no tener beneficios a largo plazo  y por estar basada en observaciones defectuosas.  Los psicólogos han advertido que la terapia asistida con delfines no es efectiva para ninguna afección conocida y presenta riesgos considerables tanto para los pacientes humanos como para los delfines cautivos.  El niño tiene una sesión individual con un terapeuta en un parque marino de algún tipo.  Un problema ético con los datos sobre la terapia asistida con delfines y su efectividad es que la mayor parte de la investigación es realizada por personas que operan los programas de terapia asistida por delfines.